# Calliandra grandifolia
Calliandra grandifolia là một loài thực vật có hoa trong họ Đậu. Loài này được P.H.Allen miêu tả khoa học đầu tiên.